# Леопольд Соха
Леопольд Соха (пол. Leopold Socha; 28 серпня 1909 — 12 травня 1946) — польський інженер, працював у житлово-комунальному господарстві Львова, опікуючись каналізаційною системою міста. Під час Голокосту Соха, добре знаючи каналізаційну систему Львова, переховував у ній євреїв від переслідування нацистами та їхніми союзниками. У 1978 році він був визнаний державою Ізраїль одним із "Праведників народів світу".

## Біографія
Леопольд Соха народився 28 серпня 1909 року у Львові. Жив в бідному районі Львова і працював у муніципальному відділі санітарії як інженер каналізаційної системи та як охоронець.
У 1943 році він став переховувати двадцять єврейських біженців в каналізаційних каналах, які тікали від переслідувань нацистами. Спочатку євреї платили своєму рятівникові гроші, але згодом вони закінчилися. Тоді Соха, його дружина Магдалена і співробітник львівської каналізації на ім'я Стефан Врублевський продовжували годувати і переховувати біженців за рахунок власних ресурсів. Вони допомагали групі протягом чотирнадцяти місяців, поки не закінчилася війна. Десять з двадцяти єврейських біженців вижили.
В 1946 році Соха загинув у Гливицях під колесами радянської військової вантажівки, рятуючи свою дочку. Після його смерті євреї, пам'ятаючи його подвиг, опікувалися його дочкою.

## Пам'ять
23 травня 1978 року Ізраїль вніс імена Магдалени і Леопольда Сохи в меморіал Яд Вашем як "Праведників народів світу". Таке ж визнання отримали у 1981 році Стефан Врублевський і його дружина.
Леопольд Соха став головним персонажем у фільмі Агнєшки Голланд «У темряві» (2011), який був номінований на премію Оскар як найкращий фільм іноземною мовою.